# Stig Hamilton
Stig Gustaf Adolf Victor Hamilton, född den 13 april 1906 i Stockholm, död där den 11 februari 1981, var en svensk greve och militär. Han var sonson till Adolf Patrik Hamilton.
Hamilton avlade studentexamen 1924 och officersexamen 1926. Han blev fänrik i Livgardet till häst 1926 och underlöjtnant vid Livregementet till häst 1928, löjtnant där 1930. Hamilton genomgick Ridskolan 1927–1928 och Krigshögskolan 1935–1937. Han befordrades till kapten vid generalstabskåren 1940, ryttmästare vid kavalleriet 1944, till major i armén 1944 och vid generalstabskåren 1945, till överstelöjtnant där 1949. Hamilton var stabschef vid VII. militärområdet 1945–1949. Han var även tävlingsryttare, specialiserad på hoppning, där han segrade 16 gånger. En svår kullridning 1946 avbröt Hamiltons tävlingsbana. Han blev riddare av Svärdsorden 1946 och av Vasaorden 1949. Hamilton vilar på Solna kyrkogård.